# Heliantheae
Heliantheae — триба квіткових рослин із родини айстрових. Більшість родів і видів зростає в Північній Америці (зокрема Мексиці) і Південній Америці. Кілька родів пантропічні. Більшість Heliantheae це трави чи кущі, але деякі виростають до розмірів невеликих дерев. Листки зазвичай волохаті й розташовані супротивними парами. Пиляки зазвичай чорніють.
Комерційно важливі рослини Heliantheae включають соняшник і топінамбур. Багато садових квітів також входять до цієї групи. Крім користі, яку приносить група, деякі з них також є проблемними бур'янами. Види Ambrosia (амброзія) виробляють велику кількість пилку. Вважається, що кожна рослина здатна виробляти близько мільярда зерен пилку за сезон, і рослина запилюється вітром.

## Підтриби і роди
- підтриба Ambrosiinae Less.
  - Ambrosia L.
  - Dicoria Torr. & A.Gray
  - Euphrosyne DC.
  - Hedosyne (A.Gray) Strother
  - Iva L.
  - Parthenice A.Gray
  - Parthenium L.
  - Xanthium L.

- підтриба Chromolepidinae Panero
  - Chromolepis Benth.

- підтриба Dugesiinae Panero
  - Dugesia A.Gray

- підтриба Ecliptinae Less.
  - Aspilia Thouars
  - Baltimora L.
  - Blainvillea Cass.
  - Calyptocarpus Less.
  - Clibadium F.Allam. ex L.
  - Damnxanthodium Strother
  - Delilia Spreng.
  - Dimerostemma Cass.
  - Eclipta L.
  - Elaphandra Strother
  - Eleutheranthera Poit.
  - Exomiocarpon Lawalrée
  - Fenixia Merr.
  - Hoffmanniella Schltr. ex Lawalrée
  - Idiopappus H.Rob. & Panero
  - Iogeton Strother
  - Jefea Strother
  - Kingianthus H.Rob.
  - Lantanopsis C.Wright ex Griseb.
  - Lasianthaea DC.
  - Leptocarpha DC.
  - Lipochaeta DC.
  - Lundellianthus H.Rob.
  - Melanthera Rohr
  - Monactis Kunth
  - Oblivia Strother
  - Otopappus Benth.
  - Oyedaea DC.
  - Pascalia Ortega
  - Pentalepis F.Muell.
  - Perymeniopsis H.Rob.
  - Perymenium Schrad.
  - Plagiolophus Greenm.
  - Podanthus Lag.
  - Rensonia S.F.Blake
  - Riencourtia Cass.
  - Schizoptera Turcz.
  - Sphagneticola O.Hoffm.
  - Steiractinia S.F.Blake
  - Synedrella Gaertn.
  - Synedrellopsis Hieron. & Kuntze
  - Tilesia G.Mey.
  - Trigonopterum Hook.f.
  - Tuberculocarpus Pruski
  - Tuxtla Villaseñor & Strother
  - Wamalchitamia Strother
  - Wedelia Jacq.
  - Wollastonia DC. ex Decne
  - Zexmenia La Llave & Lex.
  - Zyzyxia Strother

- підтриба Enceliinae Panero
  - Encelia Adans.
  - Enceliopsis (A.Gray) A.Nelson
  - Flourensia DC.
  - Geraea Torr. & A.Gray
  - Helianthella Torr. & A.Gray

- підтриба Engelmanniinae Stuessy
  - Agnorhiza (Jeps.) W.A.Weber
  - Berlandiera DC.
  - Borrichia Adans.
  - Chrysogonum L.
  - Engelmannia A.Gray ex Nutt.
  - Lindheimera A.Gray & Engelm.
  - Silphium L.
  - Vigethia W.A.Weber
  - Wyethia Nutt.

- підтриба Helianthinae Dumort
  - Aldama La Llave
  - Alvordia Brandegee
  - Bahiopsis Kellogg
  - Calanticaria (B.L.Rob. & Greenm.) E.E.Schill. & Panero
  - Davilanthus E.E.Schill. & Panero
  - Helianthus L.
  - Heliomeris Nutt.
  - Hymenostephium Benth.
  - Iostephane Benth.
  - Lagascea Cav.
  - Pappobolus S.F.Blake
  - Phoebanthus S.F.Blake
  - Rhysolepis S.F.Blake
  - Scalesia Arn. ex Arn.
  - Sclerocarpus Jacq.
  - Simsia Pers.
  - Stuessya B.L.Turner & F.G.Davies
  - Syncretocarpus S.F.Blake
  - Tithonia Desf. ex Juss.
  - Viguiera Kunth

- підтриба Montanoinae H.Rob.
  - Montanoa Cerv.

- підтриба Rojasianthinae Panero
  - Rojasianthe Standl. & Steyerm.

- підтриба Rudbeckiinae H.Rob.
  - Ratibida Raf.
  - Rudbeckia L.

- підтриба Spilanthinae Panero
  - Acmella Rich. ex Pers.
  - Oxycarpha S.F.Blake
  - Salmea DC.
  - Spilanthes Jacq.
  - Tetranthus Sw.

- підтриба Verbesininae Benth. & Hook.f.
  - Podachaenium Benth.
  - Squamopappus R.K.Jansen, N.A.Harriman & Urbatsch
  - Tetrachyron Schltdl.
  - Verbesina L.

- підтриба Zaluzaniinae H.Rob.
  - Hybridella Cass.
  - Zaluzania Pers.

- підтриба Zinniinae Benth. & Hook.f.
  - Echinacea Moench
  - Heliopsis Pers.
  - Philactis Schrad.
  - Sanvitalia Lam.
  - Tehuana Panero & Villaseñor
  - Trichocoryne S.F.Blake
  - Zinnia L.